# 自然数

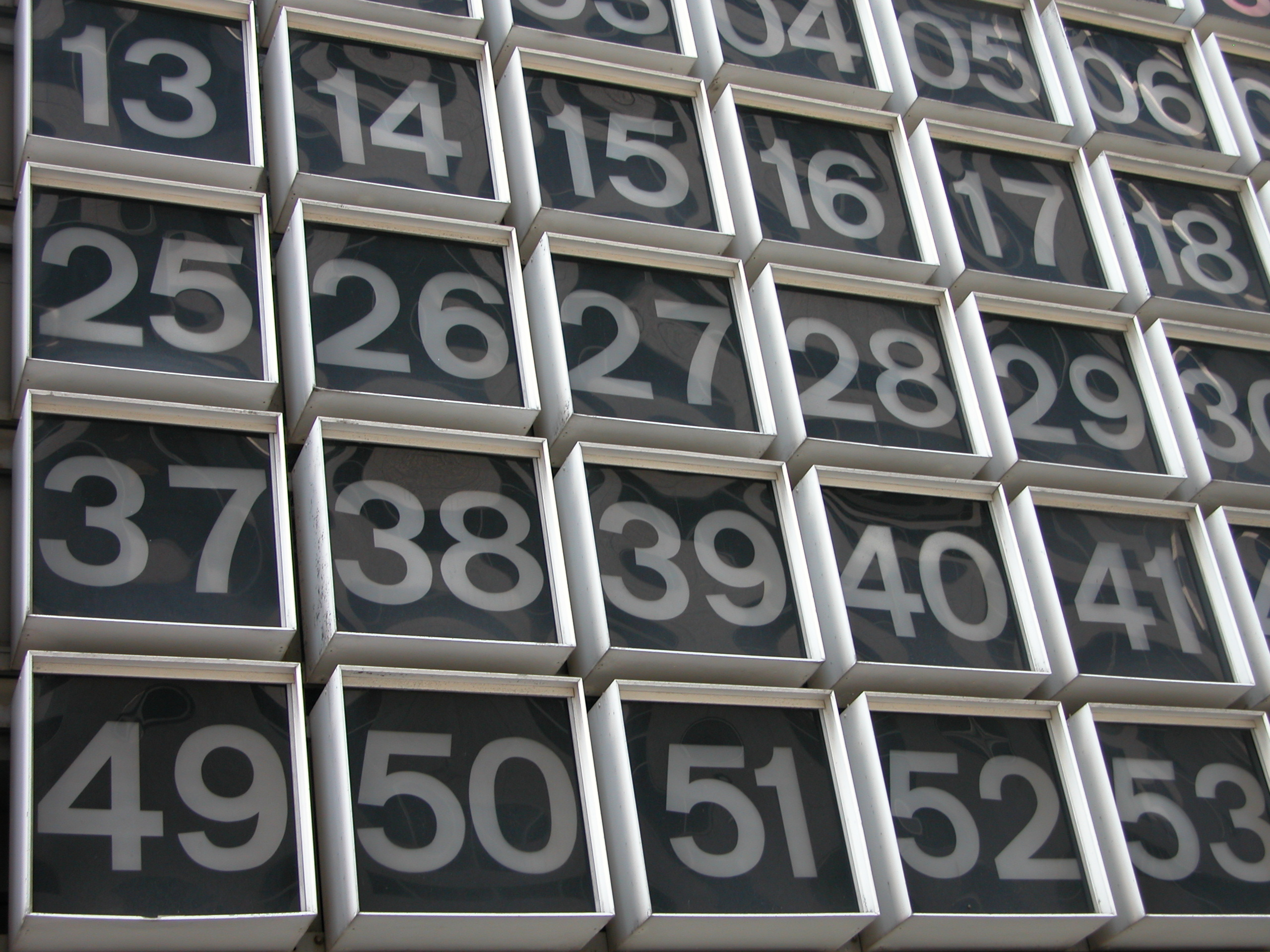
自然数の例

自然数（しぜんすう、英: natural number）とは、個数もしくは順番を表す一群の数の集まり、もしくはその個々の数（例えば 3 や 18）のことである。
集合論においては、自然数は物の個数を数える基数のうちで有限のものであると考えることもできるし、物の並べ方を示す順序数のうちで有限のものであると考えることもできる。

自然数は数えることに使用できる (リンゴ1個、リンゴ2個、リンゴ3個など)。

自然数を 1, 2, 3, … とする流儀と、0, 1, 2, 3, … とする流儀があり、前者は数論などでよく使われ、後者は集合論、論理学などでよく使われる（詳しくは#自然数の歴史と零の地位の節を参照）。
日本では高校教育課程においては0を入れないが、大学以降では0を含めることもある。
いずれにしても、0 を自然数に含めるかどうかが問題になるときは、その旨を明記する必要がある。

は自然数、は整数、は有理数、は実数。実数は複素数に含まれる。

## 記法
自然数全体の成す集合は普通 Natural number の頭文字をとって N または {\displaystyle \mathbb {N} } と表される。
0 を含むかどうかの曖昧さを避けるために、正の整数（0 を含まない）を次のように表すこともある:
- N+ ({\displaystyle \mathbb {N} ^{+}}) または N+ ({\displaystyle \mathbb {N} _{+}})
- Z+ ({\displaystyle \mathbb {Z} ^{+}}) または Z+ ({\displaystyle \mathbb {Z} _{+}}) または Z> 0 ({\displaystyle \mathbb {Z} _{>0}})

また、非負整数（0 を含む）を表すのに、次の記法が使われることもある:
- N0 ({\displaystyle \mathbb {N} ^{0}}) または N0 ({\displaystyle \mathbb {N} _{0}})
- Z+0 ({\displaystyle \mathbb {Z} _{0}^{+}}) または Z≥ 0 ({\displaystyle \mathbb {Z} _{\geq 0}})
- Z+ ({\displaystyle \mathbb {Z} ^{+}}) または Z+ ({\displaystyle \mathbb {Z} _{+}}) はこちらの意味でも使われる

## 定義
集合 {\displaystyle U} と写像 {\displaystyle f\colon U\to U}、ならびに元 {\displaystyle k\in U} が与えられているとする。ここで、{\displaystyle f} および {\displaystyle k} は次の条件を満たすと仮定する：
(1) {\displaystyle k} は {\displaystyle f} の像に含まれない：任意の {\displaystyle y\in U} に対して {\displaystyle f(y)\neq k}
(2) {\displaystyle f} は単射である：任意の {\displaystyle x,y\in U} に対して {\displaystyle x\neq y\implies f(x)\neq f(y)}
このとき、自然数の集合 {\displaystyle \mathbb {N} \subseteq U} を次の条件をすべて満たす集合として定義する：
(3) {\displaystyle k\in \mathbb {N} }
(4) 任意の {\displaystyle y\in \mathbb {N} } に対して {\displaystyle f(y)\in \mathbb {N} }
(5) {\displaystyle \mathbb {N} } は条件 (3) および (4) をともに満たす部分集合のうち、包含関係に関して最小である（すなわち、{\displaystyle \mathbb {N} } の任意の真部分集合は (3) および (4) の両方を満たさない）
ただし現時点では、条件 (3)〜(5) をすべて満たす写像 {\displaystyle f} を存在させるような集合 {\displaystyle \mathbb {N} \subseteq U} が、本当に存在するのかどうかは、まだ明らかでないため、定義としては不十分である。
以下にその存在を証明する。

### 存在の証明
まず、集合 {\displaystyle U} 自身が条件 (3) および (4) を満たすことに注意する。
確かに、{\displaystyle k\in U} は仮定より成り立ち、また任意の {\displaystyle y\in U} に対して {\displaystyle f(y)\in U} も写像の定義より明らかである。したがって、条件 (3) および (4) を満たす部分集合は少なくとも1つ存在する。
次に、集合 {\displaystyle X\subseteq U} を『条件 (3) および (4) を満たすすべての部分集合の共通部分』と定義する：
X ≔ ∩ {Y ⊆ U  |  Y は条件 (3) および (4) を満たす}.
この集合 {\displaystyle X} は、次の性質を持つ：
(a) {\displaystyle X} は条件 (3) を満たす。
すべての {\displaystyle Y} において {\displaystyle k\in Y} であるため、共通部分 {\displaystyle X} においても {\displaystyle k\in X} が成り立つ。
(b) {\displaystyle X} は条件 (4) を満たす。
任意の {\displaystyle x\in X} に対して、{\displaystyle x} はすべての {\displaystyle Y} に属する。各 {\displaystyle Y} は {\displaystyle f} に関して閉じているため、{\displaystyle f(x)\in Y} がすべての {\displaystyle Y} に対して成り立つ。したがって、{\displaystyle f(x)\in X} である。
また、{\displaystyle X} はそれらの共通部分として定義されたので、条件 (3) および (4) を満たすすべての部分集合 {\displaystyle Z} に対して {\displaystyle X\subseteq Z} が成り立つ。よって、{\displaystyle X} は条件 (5) も満たす。
以上より、{\displaystyle f} と {\displaystyle k} が条件 (1) および (2) を満たすならば、条件 (3)〜(5) をすべて満たす写像 {\displaystyle f} を存在させるような集合 {\displaystyle X} が必ず存在し、かつそのような集合 {\displaystyle X} は一意に定まることが証明された。
そこで、この集合 {\displaystyle X} を「自然数の集合（しぜんすう の しゅうごう）」と呼ぶことにして、記号 {\displaystyle \mathbb {N} } で表記する。

### 命名
さらに、{\displaystyle \mathbb {N} } の元は以下のように命名することができる：
{\displaystyle 0:=k}（『ぜろ』『れい』などと読む）
{\displaystyle 1:=f(0)=f(k)}（『いち』などと読む）
{\displaystyle 2:=f(1)=f(f(0))=f(f(k))}（『に』などと読む）
{\displaystyle 3:=f(2)=f(f(1))=f(f(f(0)))=f(f(f(k)))}（『さん』などと読む）
⋯
すなわち、写像 {\displaystyle f} を繰り返し適用することで {\displaystyle \mathbb {N} } の元が順に生成される。

## 演算

### 加法と乗法
自然数の加法は再帰的に、以下のように定義できる。
- すべての自然数 a に対して、a + 0 = a
- すべての自然数 a, b に対して、a + suc(b) = suc(a + b)

1 := suc(0) と定義するならば、suc(b) = suc(b + 0) = b + suc(0) = b + 1 となり、b の後者とは単に b + 1 のことである。
加法が定義されたならば、自然数の乗法は再帰的に、以下のように定義できる。
- すべての自然数 a に対して a × 0 = 0
- すべての自然数 a, b に対して a × suc(b) = (a × b) + a

加法、乗法とも (i) 0 に対する演算結果を定義し、(ii) ある自然数 b に対する演算結果を用いてその次の自然数 suc(b) に対する演算結果を定義する、と言う形式になっている。(i), (ii) をあわせることで、あらゆる自然数に対する演算結果が一意に得られることになる（数学的帰納法）。自然数は加法について、0 を単位元とする可換モノイドになっている。また、乗法についても、1 を単位元とする可換モノイドになっている。
加法と乗法は以下の法則を満たす。
- 結合法則
  - (a + b) + c = a + (b + c)
  - (a × b) × c = a × (b × c)
- 交換法則
  - a + b = b + a
  - a × b = b × a
- 分配法則
  - a × (b + c) = (a × b) + (a × c)

以上の法則は加法、乗法の定義から数学的帰納法を用いて証明できる。
慣例として、a × b は ab と略記され、乗法は加法より先に計算される。例えば、 a + bc という式は a + (b × c) を意味する。

### 順序
a+c=b となる自然数 c が存在するとき、またそのときに限って、 a ≤ b と書いて自然数に対する全順序を定義する。この順序は自然数の演算に対して次の性質を満たす。
- 任意の自然数 a, b, c に対して a ≤ b ならば
  - a + c ≤ b + c
  - ac ≤ bc

順序に関して自然数が持つ重要な性質の一つは、それが整列集合であるということ、つまり自然数を要素とする空でない任意の集合は必ず最小元を持つということである。

### 除法
ある自然数を他の自然数で割った結果を自然数として得ることは一般には可能でないが、余りつきの除法は可能である。任意の二つの自然数 a と b（ただし、b ≠ 0）に対して次の性質を持つ二つの非負整数 q と r が求められる。
a = bq + r（ただし r < b）
q と r はそれぞれ、a を b で割った商と余りといい、 a と b の任意の組み合わせに対して、一意に決まる。この除法は他のいくつかの性質（整除性）、アルゴリズム（ユークリッドの互除法など）、数論におけるアイデアにおいて鍵となる。

## 自然数の歴史と零の地位
自然数は「ものを数える言葉」を起源とし、1 から始まる正の数であったと推定されている。文明が起こり、数字が考え出されたとき、ローマ数字、ギリシア数字、エジプト数字、バビロニア数字、マヤ数字、漢数字、等のどれもが1から始まる正の数字であった。つまり、「物がある」という概念を量的に表そうとしたのが数であり、「物がない」という概念は「無い」という言葉で充分だった。
最初の大きな進歩は、数を表すための記数法の発明であり、これで大きな数を記録することが出来るようになった。古代エジプト人は 1 から百万までの 10 の累乗それぞれに異なるヒエログリフを割り当てる記数法を用いていた。バビロニアでは、数字を離して表記することでその桁が 0 であることを示す六十進法の位取り記数法に似た方法が開発された。しかし、0 を表す文字がなかったため、例えば 10203 は 0 を空白にして "1 2 3" と正しく表記できるが、10200 は "1 2" となって 102 と区別できない欠点があった。オルメカとマヤの文明では紀元前1世紀までには、数字を離して 0 の桁を表す方法が独立に用いられていた。
抽象的な概念としての数の体系的な最初の研究は、古代ギリシアにおいてなされ、数論が高度にまで発達した。古代ギリシアの数学者エウクレイデスが編纂した『原論』の第7巻の冒頭で数の定義がなされている。
1. 単位とは存在するもののおのおのがそれによって 1 とよばれるものである。
2. 数とは単位から成る多である。

これは定規とコンパスによる作図で数を定義したものと解釈できる。すなわち、任意に与えた線分の長さを単位として 1 を定義する。そして、その線分を延長した直線上で単位を半径とする長さをコンパスで測り、その直線上でその単位を半径とする円との交点を作図し、その円の直径を 2 と定義する。同様にその直線上で円の直径に半径を繋いだ線分を作図し、その線分の長さを 3 と定義する。したがって、1 は数ではなく単位であり、2, 3, 4, …が数になるため、古代ギリシア人は 1 を数として認識しなかったと言える。
1世紀頃、無名のインド人によって、初めて 0 を使った完全な位取り記数法が発明された。彼はソロバンとよく似たビーズ玉計算機で計算していたとき、数のない桁を 0 で書いて、ビーズ玉計算機上の各桁の数をそのまま並べて書き表すと、計算結果を素早く書き残せることに気づいた。この 0 は、インド人の言葉で空（から）の意味を表す「スーニャ」と呼ばれた。こうしてできた記数法は、数の記録と計算に一大革命をもたらす大発明となった。しかし、ここでの 0 は数としての 0 ではなく、空の桁を表す目印に過ぎないものであった。
数としての 0 の概念は628年のインド人数学者ブラーマグプタによって見出され、現代の 0 の概念と近い計算法が考え出された。
19世紀、自然数の集合論的な定義がなされた。この定義によれば零を自然数に含める方がより便利である。集合論、論理学などの分野ではこの流儀に従うことが多い一方、数論などの分野では 0 を自然数には含めない流儀が好まれることが多い。どちらの流儀をとるにしろ、通常は著作あるいは論文毎に定義や注釈で明示される。とくに混乱を避けたい場合には、0 から始まる自然数を指すために非負整数、1 から始まる自然数を指すために正整数という用語を用いることもよくある。
計算機科学、特にプログラミングではよく 0, 1, 2, … が使われるが、これは記憶装置（メモリー）の住所（アドレス）の相対位置を表すことが多く、相対位置としては 0, -1, -2, … も処理の中で使われることから、自然数というよりは整数の範疇である。
19世紀のドイツの数学者レオポルト・クロネッカーが「整数は神の作ったものだが、他は人間の作ったものである」という言葉を残し、正の整数が自然な数と考えた頃から、自然数という用語が定着したとされる。

## 特殊な自然数

### 素数
自分自身と 1 以外の約数を持たない 1 より大きな (= 1 以外の)自然数を素数という。素数が無限に存在することの証明はエウクレイデスの『原論』に載っている。小さい方から列挙すると次の通りである。
2, 3, 5, 7, 11, 13, …
メルセンヌ数、フェルマー数も参照。

### 双子素数
差が 2 であるような素数の組のこと。例えば 3 と 5、41 と 43 などは双子素数である。双子素数は無限にあるか、という「双子素数の予想」は未解決である。類似の概念に、三つ子素数、いとこ素数、セクシー素数などがある。

### 完全数
完全数は自分自身を除く約数の和が自分自身と等しい自然数である。小さい方から列挙すると次の通りである。
6, 28, 496, 8128, 33550336, 8589869056, 137438691328, 2305843008139952128, …
偶数の完全数はメルセンヌ数と深い関係がある。知られている完全数は全て偶数であり、奇数の完全数はないと予想されている。また、無限に存在するとも予想しているが、両者とも未解決である。類似の概念に、友愛数、社交数などがある。

### 友愛数
友愛数（親和数とも言う）とは、異なる２つの自然数の組で、自分自身を除いた約数の和が互いに他方と等しくなるような数のことである。220と284、1184と1210などが例として挙げられる。

## いくつかの自然数へのリンク
| (0)                            | 1  | 2  | 3  | 4  | 5  | 6  | 7  | 8  | 9  |
| 10                             | 11 | 12 | 13 | 14 | 15 | 16 | 17 | 18 | 19 |
| 20                             | 21 | 22 | 23 | 24 | 25 | 26 | 27 | 28 | 29 |
| 30                             | 31 | 32 | 33 | 34 | 35 | 36 | 37 | 38 | 39 |
| 40                             | 41 | 42 | 43 | 44 | 45 | 46 | 47 | 48 | 49 |
| 50                             | 51 | 52 | 53 | 54 | 55 | 56 | 57 | 58 | 59 |
| 60                             | 61 | 62 | 63 | 64 | 65 | 66 | 67 | 68 | 69 |
| 70                             | 71 | 72 | 73 | 74 | 75 | 76 | 77 | 78 | 79 |
| 80                             | 81 | 82 | 83 | 84 | 85 | 86 | 87 | 88 | 89 |
| 90                             | 91 | 92 | 93 | 94 | 95 | 96 | 97 | 98 | 99 |
| - 太字で表した数は素数である。 |    |    |    |    |    |    |    |    |    |

- 100 101 102 103 104 105 106 107 108 109
- 100 110 120 130 140 150 160 170 180 190
- 100 200 300 400 500 600 700 800 900
- 10 100 1000 10000 100000 1000000 10000000 100000000

## 関連文献
- 足立恒雄『数　体系と歴史』朝倉書店、2002年1月20日。ISBN 4-254-11088-X。
- 足立恒雄『数とは何か　そしてまた何であったか』共立出版、2011年6月。ISBN 978-4-320-01971-3。
- 足立恒雄『フレーゲ・デデキント・ペアノを読む　現代における自然数論の成立』日本評論社、2013年4月8日。ISBN 978-4-535-78697-4。
- 足立恒雄『数の発明』岩波書店〈岩波科学ライブラリー 219〉、2013年12月20日。ISBN 978-4-00-029619-9。
- 彌永昌吉『数の体系』 （上）、岩波書店〈岩波新書（青版）815〉、1972年3月25日。ISBN 978-4-00-416001-4。
- 彌永昌吉『数の体系』 （下）、岩波書店〈岩波新書（黄版）43〉、1978年4月20日。ISBN 978-4-00-420043-7。
- チャールズ・サイフェ『異端の数ゼロ　数学・物理学が恐れるもっとも危険な概念』林大 訳、早川書房、2003年10月。ISBN 978-4-15-208524-5。
  - チャールズ・サイフェ『異端の数ゼロ　数学・物理学が恐れるもっとも危険な概念』林大 訳、早川書房〈ハヤカワ文庫 NF 349 〈数理を愉しむ〉シリーズ〉、2009年5月8日。ISBN 978-4-15-050349-9。
- 島内剛一『数学の基礎』日本評論社〈日評数学選書〉、2008年12月（原著1971年3月30日）。ISBN 978-4-535-60106-2。 - 2008年に復刊された。
- 高木貞治「6. 自然数論」『近世数学史談・数学雑談』（復刻版）共立出版、1996年12月10日、234-274頁。ISBN 4-320-01551-7。
- 高木貞治『数の概念』（改版）岩波書店、1970年9月19日（原著1949年8月20日）。ISBN 4-00-005153-9。
  - 高木貞治『数の概念』秋山仁 解説、講談社〈ブルーバックス B-2114〉、2019年10月17日。ISBN 978-4-065-17067-0。
- Dedekind, Richard (1963-06-01) [1901], Essays on the Theory of Numbers, Dover Books on Mathematics (Paparback ed.), Dover Publications, ISBN 978-0-486-21010-0
  - デーデキント 著、河野伊三郎 訳『数について――連続性と数の本質――』岩波書店〈岩波文庫 青924-1〉、1961年11月16日。ISBN 978-4-00-339241-6。
  - リヒャルト・デデキント『数とは何かそして何であるべきか』渕野昌 訳・解説、筑摩書房〈ちくま学芸文庫 テ9-1 Math & Science〉、2013年7月10日。ISBN 978-4-480-09547-3。 - 「数とは何かそして何であるべきか？」・「連続性と無理数」を収録。
- フレーゲ 著、野本和幸 編『算術の基本法則』勁草書房〈フレーゲ著作集3〉、2000年9月20日。ISBN 4-326-14822-5。 - 歴史的著作。抄訳。
- ジュゼッペ・ペアノ『数の概念について』小野勝次・梅沢敏郎 訳・解説、共立出版〈現代数学の系譜 2〉、1969年8月30日。ISBN 978-4-320-01155-7。
- 保江邦夫『数の論理　マイナスかけるマイナスはなぜプラスか？』講談社〈ブルーバックス B-1397〉、2002年12月20日。ISBN 4-06-257397-0。
- Landau, Edmund (2001), Foundations of Analysis (Reprint ed.), Chelsea Pub Co., ISBN 0-8218-2693-X
  - エドムント・ランダウ 著、蟹江幸博 訳『数の体系　解析の基礎』丸善出版〈数学クラシックス 第28巻〉、2014年1月。ISBN 978-4-621-08713-8。